# Comuna Basan, Polohî
Basan (în ucraineană Басань) este o comună în raionul Polohî, regiunea Zaporijjea, Ucraina, formată din satele Basan (reședința) și Uleanivka.

## Demografie
Componența lingvistică a comunei Basan
     Ucraineană (93,65%)
     Rusă (5,91%)
     Alte limbi (0,32%)
Conform recensământului din 2001, majoritatea populației comunei Basan era vorbitoare de ucraineană (93,65%), existând în minoritate și vorbitori de rusă (5,91%).